# Arte naïf

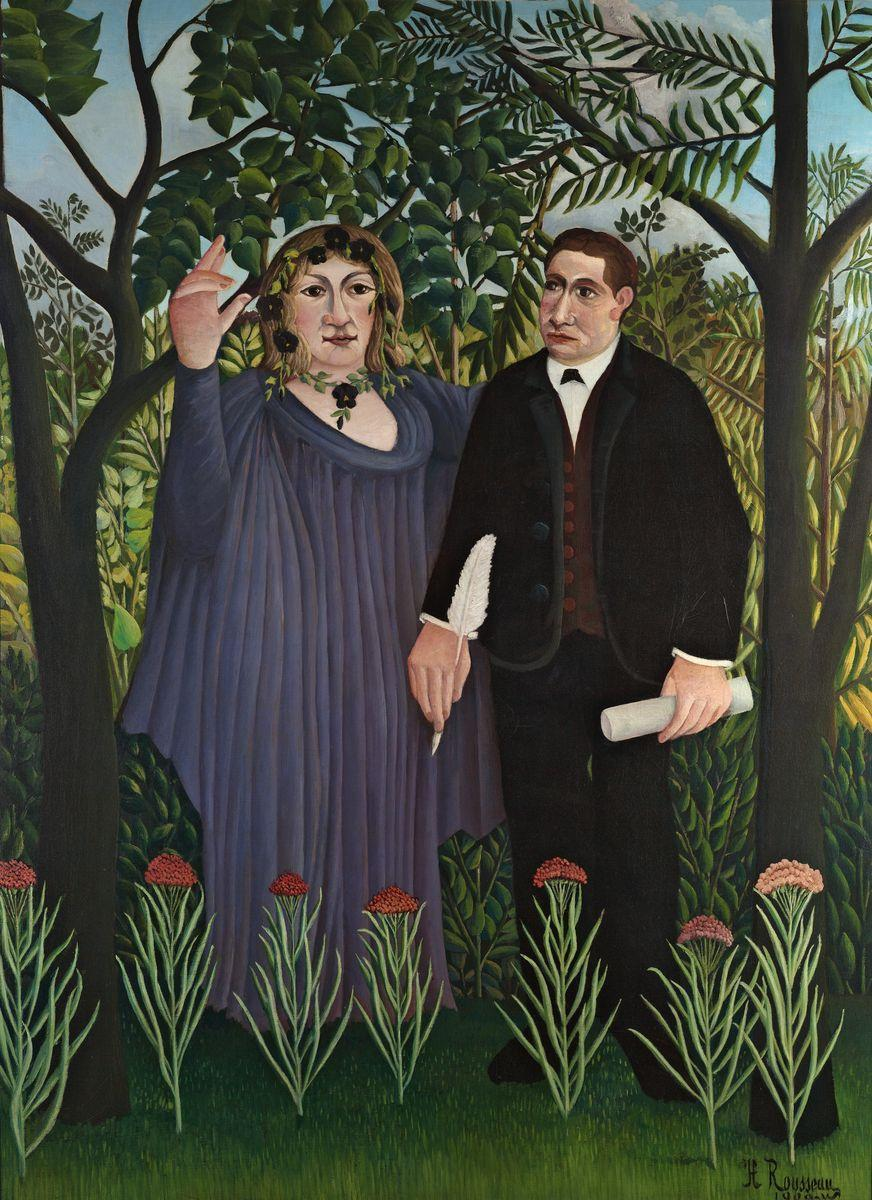
A Musa inspirando o Poeta, 1909, de Henri Rousseau.

Arte naïf é um conceito que designa a produção de artistas autodidatas que desenvolvem uma linguagem pessoal e original de expressão. Começou a chamar a atenção do mercado de arte desde que Henri Rousseau expôs no Salão dos Independentes em 1866, e desde então vem recebendo atenção crítica e ganhando novos apreciadores. Geralmente a arte naïf é descrita como espontânea, informal, poética, popular e criativa, e geralmente mantém algum contato com fontes eruditas e folclóricas. Suas características gerais são encontráveis em vários períodos históricos.

## História
Arte naïf é um conceito da crítica e história da arte desenvolvido a partir do reconhecimento da obra de Henri Rousseau (1844-1910), um pintor autodidata que expôs suas pinturas no Salão dos Independentes de Paris, em 1886. Suas pinturas despertaram a ironia de críticos acadêmicos, que o chamaram de naïf (ingênuo ou inocente, em francês), mas foram valorizadas por figuras da vanguarda como o poeta Guillaume Apollinaire, o dramaturgo Alfred Jarry, e os pintores Robert Delaunay, Paul Signac, Picasso, Matisse, Paul Gauguin e Kandinsky. Elas não guardavam nenhuma das convenções da arte acadêmica, a corrente dominante, contra a qual os Independentes lutavam, e tampouco se assemelhavam com eles, em geral alinhados às correntes impressionista e pré-modernista. Segundo Maria Helena Freitas, "quando o artista Henry Rousseau foi rotulado com o termo naïf, com o objetivo de menosprezar a sua obra, ocorreu o inverso; as inúmeras críticas desfavoráveis, que no início levou o público às risadas, com o passar do tempo, acabaram por despertar a atenção e curiosidade para conhecer o seu trabalho, com a posterior aceitação do seu estilo".

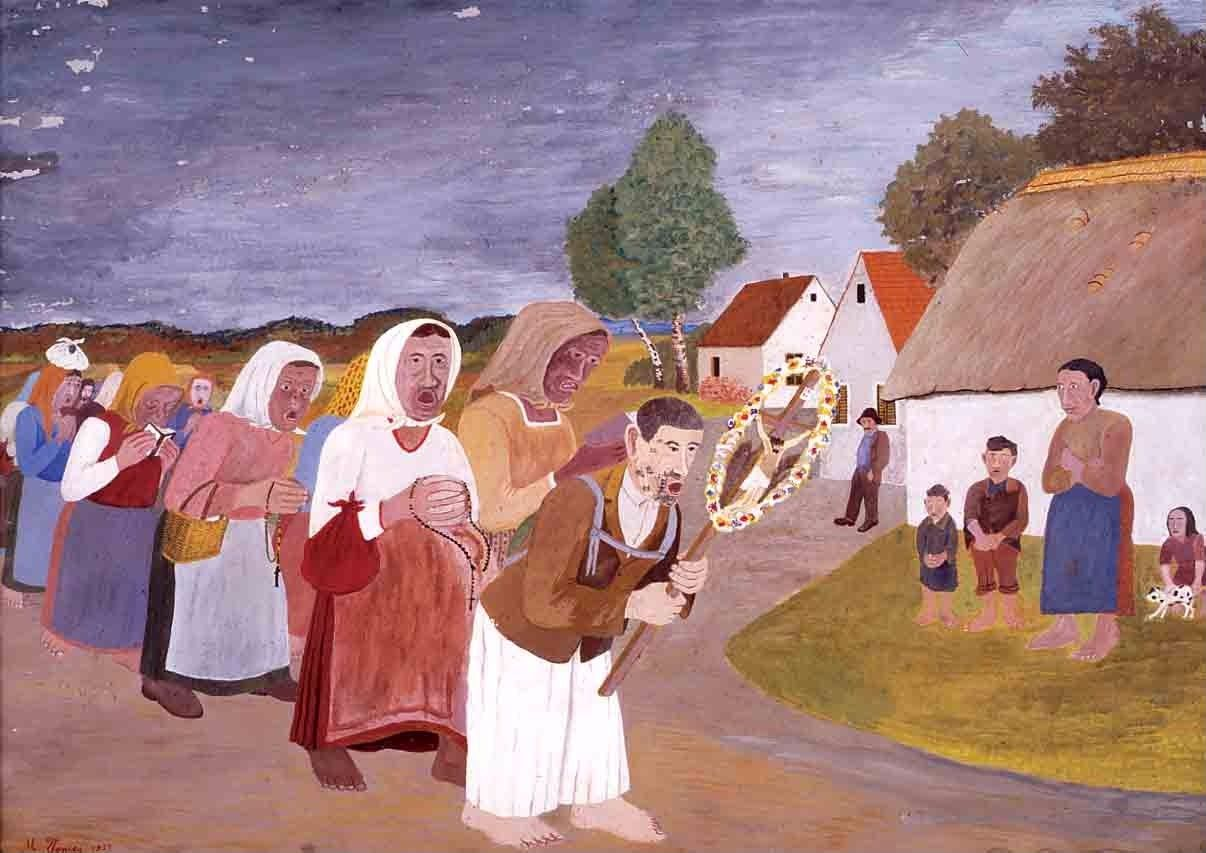
Mirko Virius: A procissão, 1937.

A partir deste modelo as características do seu estilo foram projetadas sobre a obra de inúmeros outros artistas, do passado e do presente, identificando padrões gerais recorrentes. A aceitação desta forma de arte cresceu constantemente ao longo do século XX, foi mesmo uma influência importante para algumas correntes da vanguarda, e nas últimas décadas vem ganhando um público mais amplo de especialistas e leigos. Muitas exposições são programadas pelo mundo todos os anos, muitos museus se dedicam exclusivamente a esta forma de manifestação, e em muitos outros ela tem algum espaço. Mesmo assim, ainda permanece como uma expressão marginal no grande mercado, e para muitas pessoas essa arte sequer é arte verdadeiramente. Para o historiador Robson da Costa, 
"As vanguardas artísticas do início do século XX, trazendo no seu bojo o questionamento a todas as regras vigentes na arte acadêmica e a negação do estabelecido, reforçaram a consolidação da arte naїf como poética artística moderna. A estética naïf embora emergente no contexto do período desenvolvimentista, com valorização do poder da máquina, da tecnologia, do capitalismo e do progresso, marca maior do modernismo, está ligada à visão romântica do artista, que busca o original, o puro, o imaculado, um mundo sui generis, revivendo o conceito de ‘homem natural’ proposto pelo filósofo suíço Jean-Jacques Rousseau".

## Características

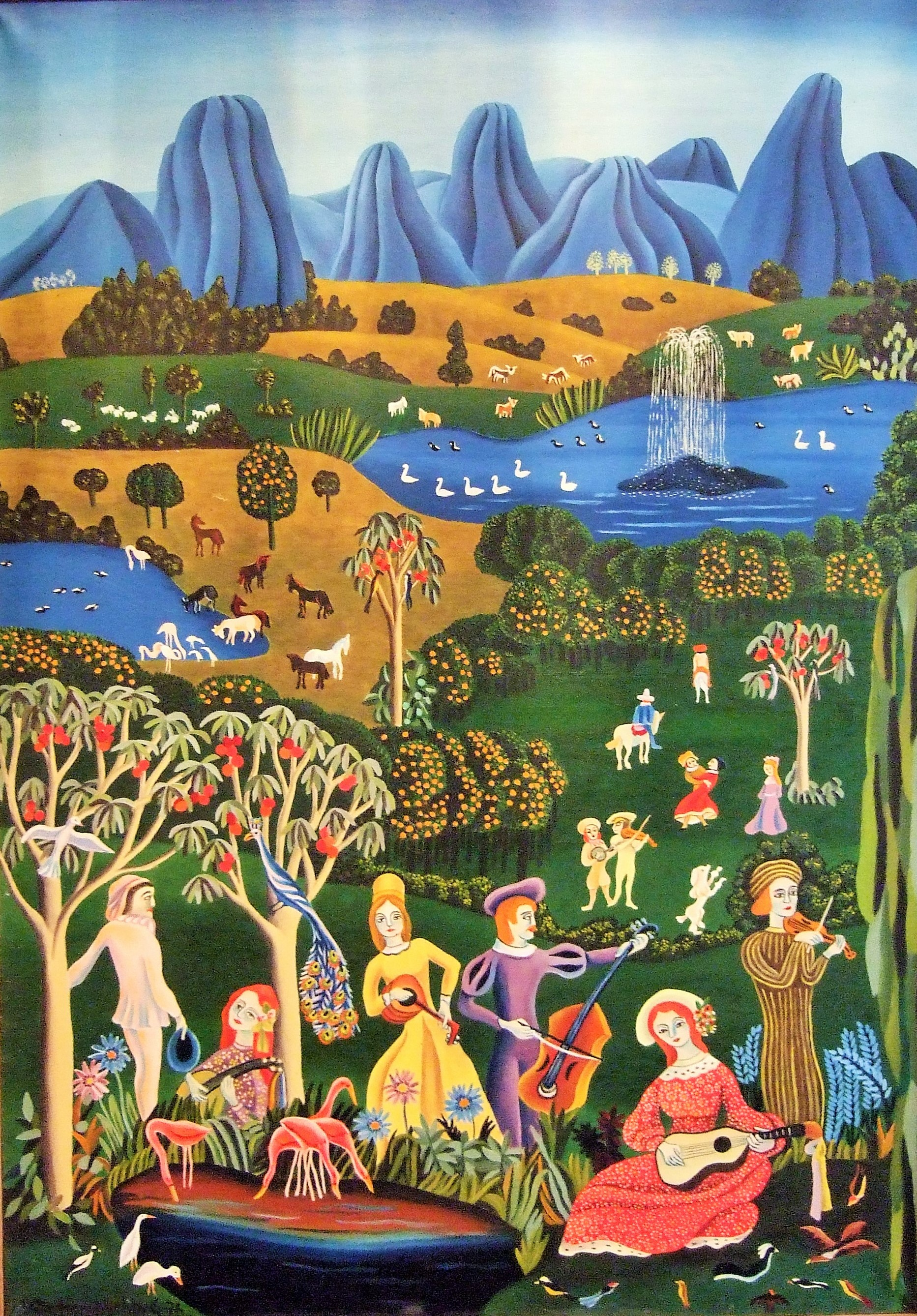
Věra Hendrychová: Festa no jardim.

O conceito está hoje consagrado na crítica de arte, mas sua definição ainda é imprecisa e sua aplicação não é muito consistente. Geralmente são citados como critérios principais de identificação:
- Desconhecimento ou recusa das regras acadêmicas ou clássicas de composição e técnica, incluindo uso de proporções anatomicamente corretas e perspectiva espacial tridimensional. Ligado ao autodidatismo. O artista quase invariavelmente não aprendeu com ninguém, ou pelo menos nunca numa escola formal de arte, mas descobriu sozinho uma forma de expressão pessoal.
- Originalidade e espontaneidade; o artista naïf tem uma linguagem plástica que é só sua, inconfundível. E diferente do artista folclórico ou tradicional, como os indígenas e certas formas de arte popular, ele não repete padrões fixos herdados dos ancestrais ou da coletividade.
- Profissionalismo; o artista naïf não pinta apenas ocasionalmente, mas tem a pintura como uma atividade principal em sua vida, mesmo que não seja a sua fonte principal de renda.
- Caráter narrativo e figurativo; sua obra conta uma história, retrata uma cena, uma paisagem, um interior, um personagem, uma memória, um fato do cotidiano, um evento histórico. Mesmo naquelas obras que são fantasias oníricas, é possível perceber uma linha de expressão narrativa.
- Preferência por cores vivas.
- Tendência ao ornamental.

Na definição do pesquisador Jacivaldo Machado, 
"Utilizando como fonte de inspiração o universo do imaginário coletivo, a iconografia popular presente nas festas populares, as paisagens regionais que mostram a flora, a fauna, aspectos arquitetônicos e a gente do lugar, de forma idealizada, os naïfs retratam a vida cotidiana de espaços com forte vínculo com o seu existir, sua arte faz alusão ao passado e presente como forma de expressar a celebração da vida. Respaldados pela liberdade estética e o fazer livre, os artistas naïfs resolvem as dificuldades técnicas sem o auxílio de normas pré-estabelecidas, concebem e produzem a sua arte livre de convenções ditadas pelo campo das artes visuais".

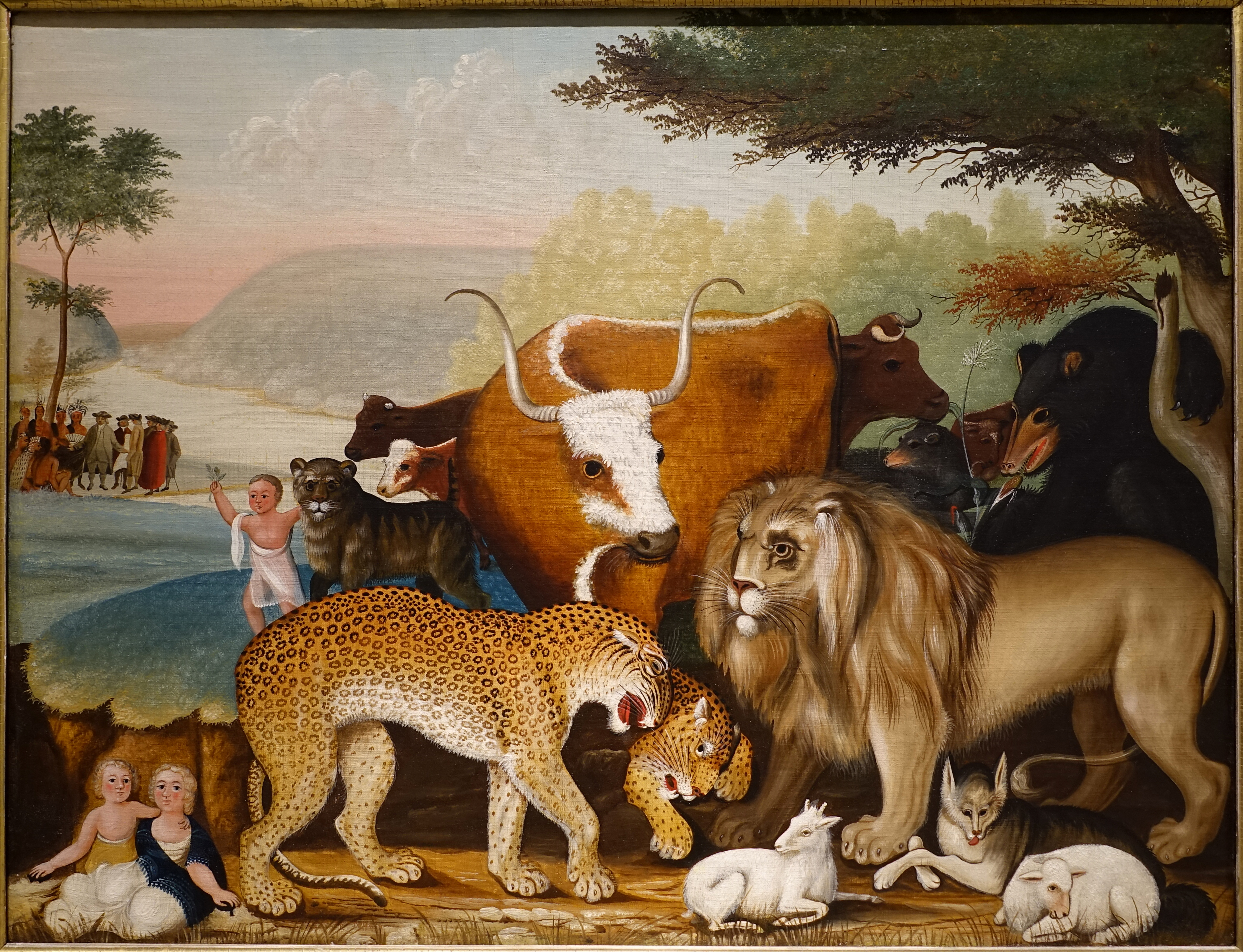
O reino pacífico, c. 1846-1847, de Edward Hicks.

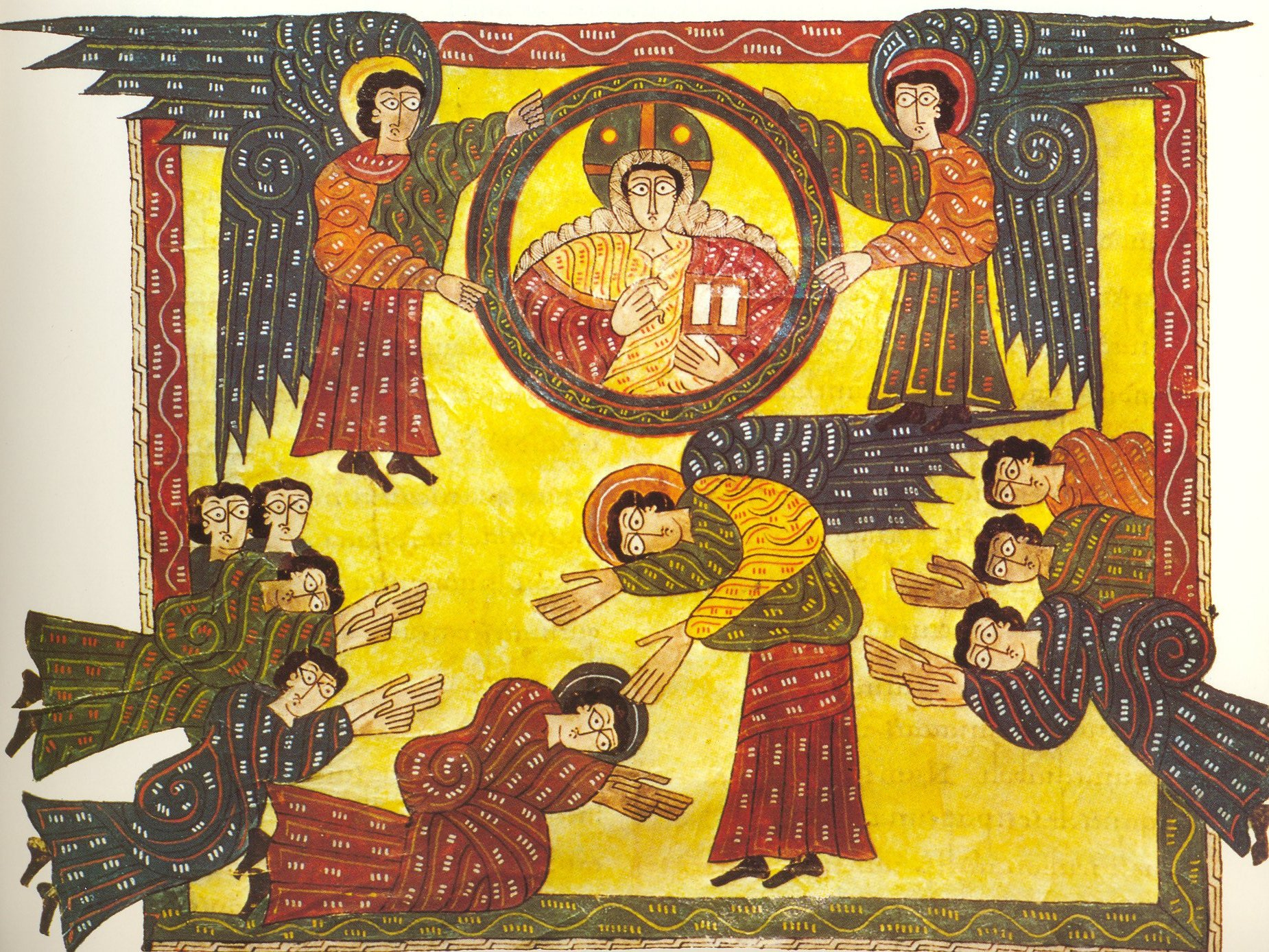
Adoração e epifania, iluminura no Beatus do Escorial, c.950-955, tradição moçárabe.

A arte naïf muitas vezes é estudada em relação ao campo da psicologia, encontrando-se semelhanças entre suas representações com variados arquétipos simbólicos encontrados em antigas tradições. Se associa à arte infantil pela característica espontaneidade e liberdade criativa, mas se distingue dela por não ser o resultado de um estágio específico de maturação cognitiva e motora. Geralmente os artistas naïfs não têm modelos formais, mas é evidente a influência de alguns traços das escolas dominantes da arte erudita na obra de muitos deles. A produção de Edward Hicks, um prestigiado naïf norte-americano do século XIX, por exemplo, pode facilmente ser identificada com o estilo da escola romântica.
A arte naïf tem muitas características em comum com a arte rupestre da Pré-História, e com a arte popular em geral, que sempre tem sido uma rica fonte de inspiração para a arte chamada erudita. De fato, por muitos séculos os limites entre a arte do povo e a arte para os príncipes foram borrados, e a diferença estava mais na sutileza da técnica do que no estilo das formas. A linguagem visual por muito tempo foi a mesma, embora a materialização variasse conforme a habilidade técnica. Há muito de naïf nas figuras fortemente estilizadas das iluminuras românicas, por exemplo, ou nas carrancas retorcidas das catedrais góticas, que eram a mais refinada arte da sua época, e em muito da arte que não segue os princípios do Classicismo. Para a pesquisadora Maria Helena Freitas, 
"Tratar sobre a pintura naïf ou sobre os seus representantes não é uma tarefa fácil tendo em vista que, é uma arte que está inserida na arte popular e existem divergências com relação a conceitos e pontos de vistas diferentes de críticos e galeristas. Os artistas naïfs ou primitivos são, na sua maioria, pessoas consideradas tradicionalmente como inseridas no âmbito da cultura popular. Normalmente são de origem humilde, não possuem formação acadêmica em artes plásticas. São autodidatas, que fazem da pintura a expressão da sua simplicidade, de seus sentimentos e de suas raízes".
A arte naïf dificilmente pode ser caracterizada como um estilo, embora na multiplicidade de estilos individuais que engloba haja uma maneira de expressão comum a todos que é aquilo que se tipifica como naïf. Cada pintor naïf, de fato, inaugura o seu próprio estilo — alguns são extremamente detalhistas e têm uma técnica sutil, outros são sintéticos e rústicos na representação e na realização material; uns geometrizam e estilizam, outros são naturalistas; uns se preocupam com efeitos de sombreado, outros usam cores chapadas, com todas as formas intermediárias possíveis.

## Principais artistas

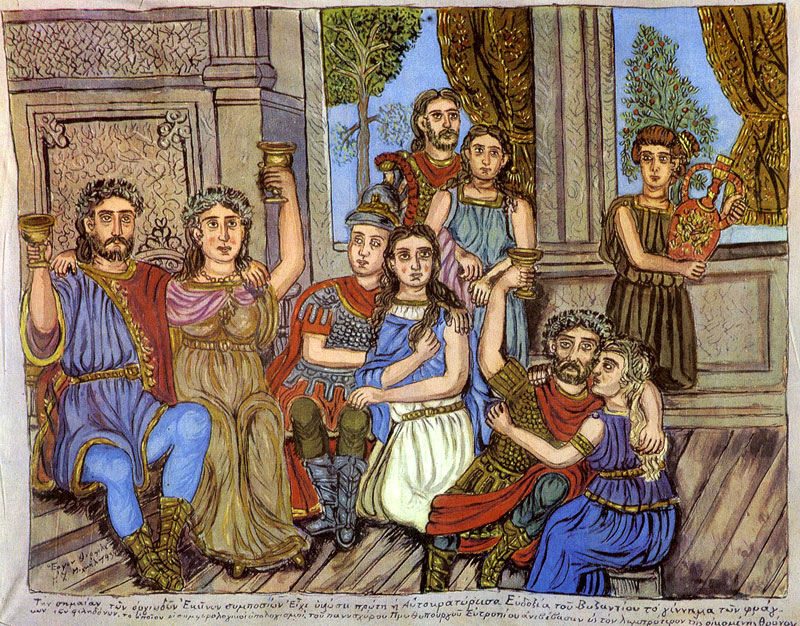
Simpósio da imperatriz Eudóxia, 1932, de Théophilos Hadzimichael.

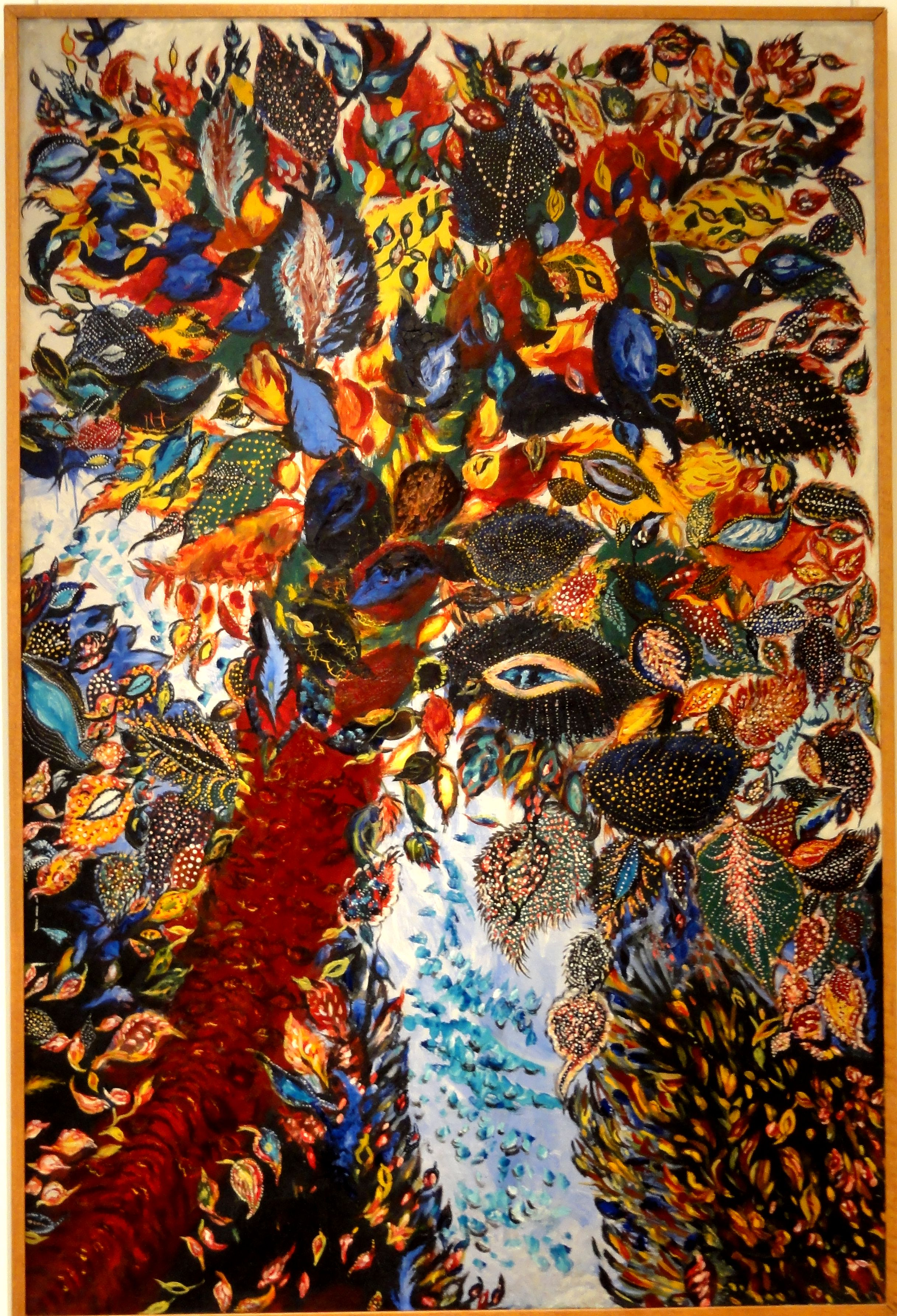
Séraphine Louis: A Árvore do Paraíso.

Entre os primeiros a ganhar fama estão: Henri Rousseau, Alfred Wallis (1855-1942), Camille Bombois (1883-1970), Ivan Generalic (1914-1992), John Kane (1860-1934), Théophilos Hadzimichael (c.1870–1934), Aristide Caillaud (1902-1990), Joseph E. Yoakum (1890-1972), Mario Urteaga (1875-1957), Louis Vivin (1861-1936), Séraphine Louis (1861-1936), Miguel García Vivancos (1895-1972), Morris Hirshfield (1876-1946), Anna Mary Robertson (1860- 1961) conhecida como Vovó Moses, Edward Hicks (1780-1849), Rigaud Benoit (1911-1986), Hector Hippolyte (1894-1948), Philome Obin (1891-1986), Castera Bazile (1923-1966), Djiguemde H. Roger, Adele Bantjes, Hudry Hayat, Naina Kanodia (1950), Erica Hestu Wahyuni, Mario Gonzalez Chavajay, Angelina Quic.

### Outros nomes
- Alexandre Filho
- Antônio Poteiro
- Artur Amado
- Aurino Bonfim
- Augusto Pinheiro
- Chico da Silva
- Clóvis Júnior
- Dileuza Diniz Rodrigues
- Dvanni
- Ferreira Louis Marius
- Heitor dos Prazeres
- João Cândido da Silva
- José Antônio da Silva
- Luiz Tananduba
- Lia Mittarakis
- Monsueto
- Nerival Rodrigues
- Silva Vieira
- Sylvia de Leon Chalreo (Silvia)
- Vitalino Pereira dos Santos
- Geraldo Magela
- Waldomiro de Deus
- Roldão de Oliveira
- Joilson Pontes

## Galeria

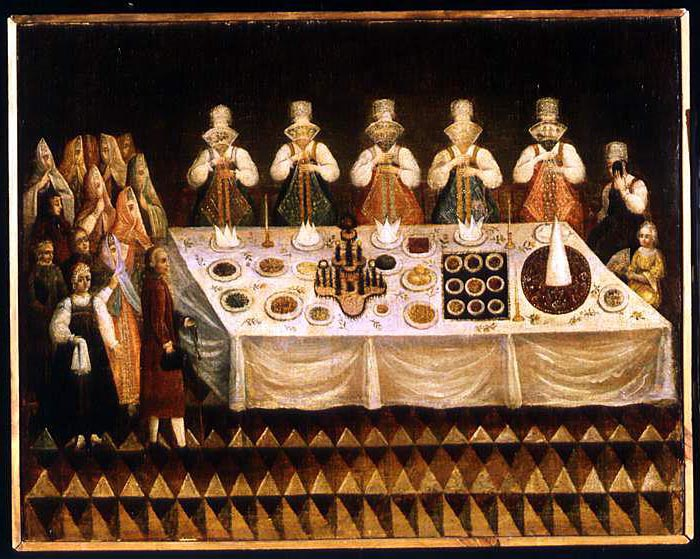
O Casamento dos Toropets, anônimo do século XVIII.
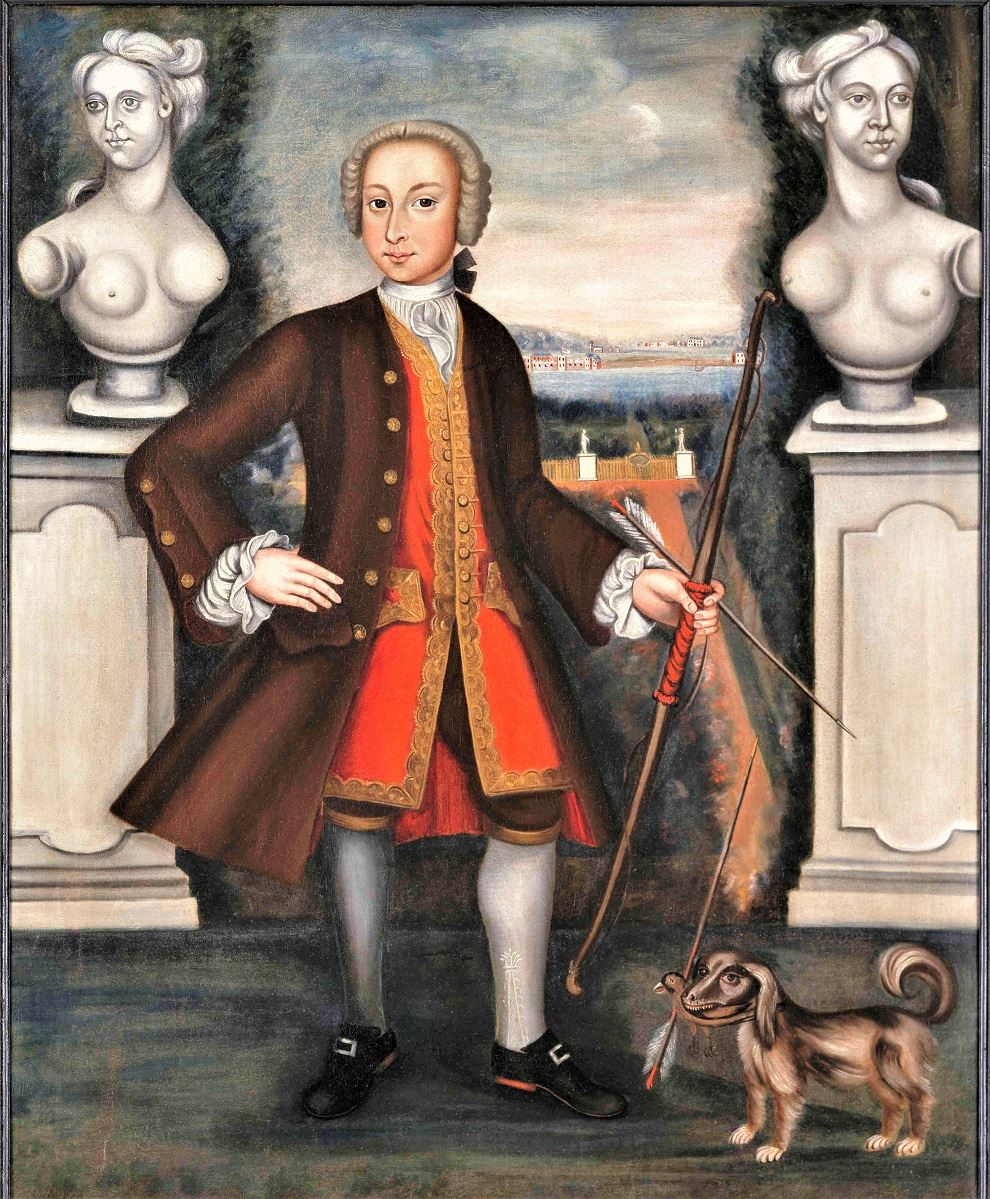
Retrato de George Booth, de William Dering, c. 1748-50
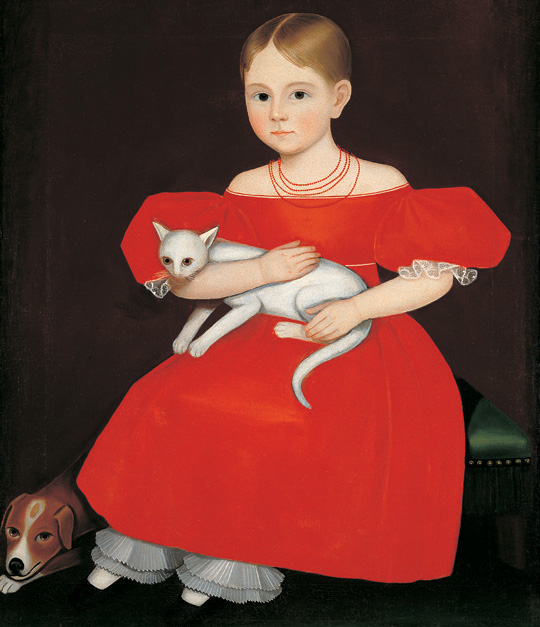
Menina com vestido vermelho, de Ammi Phillips, c. 1830-35
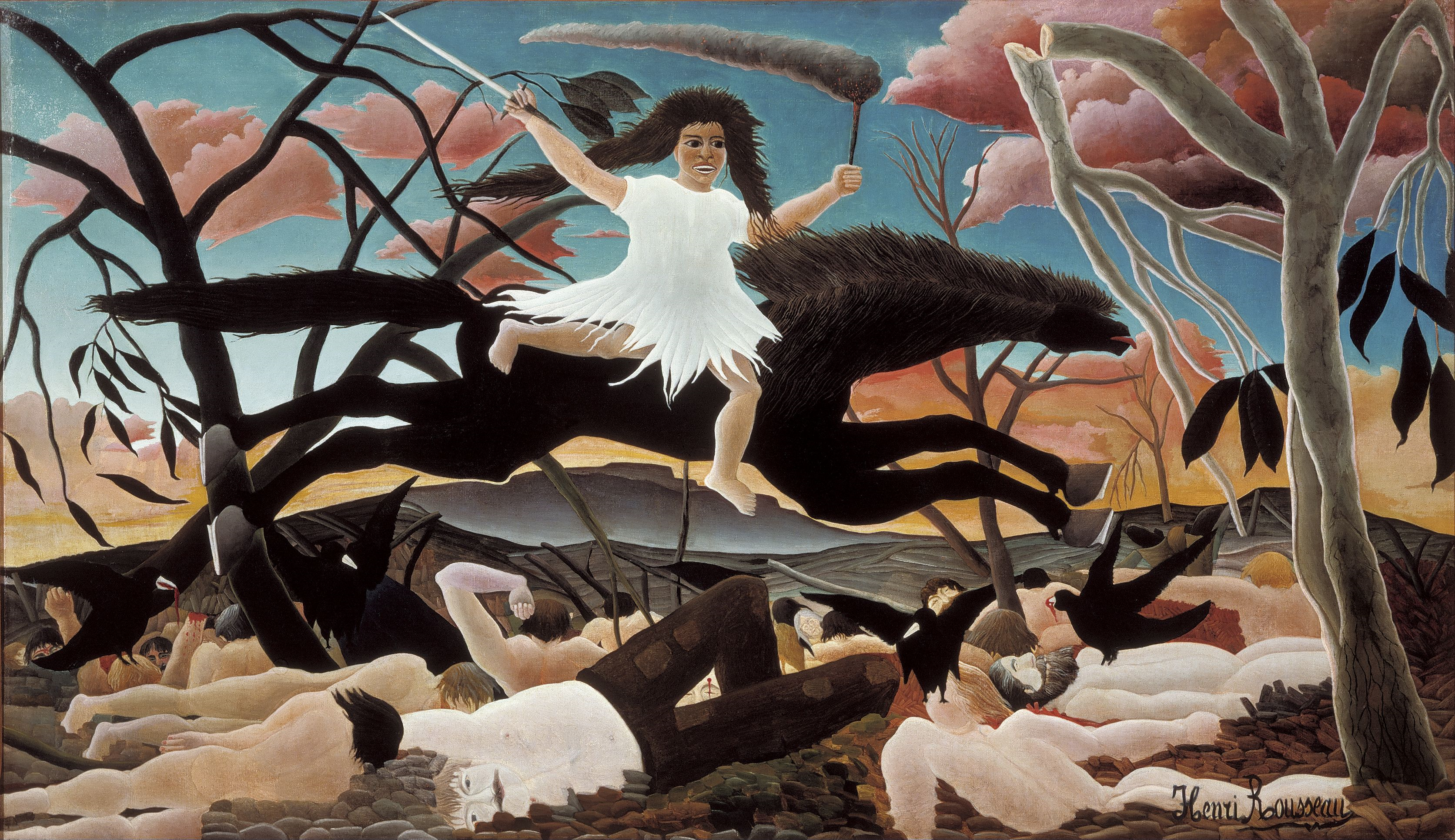
A Guerra, de Henri Rousseau, 1894.
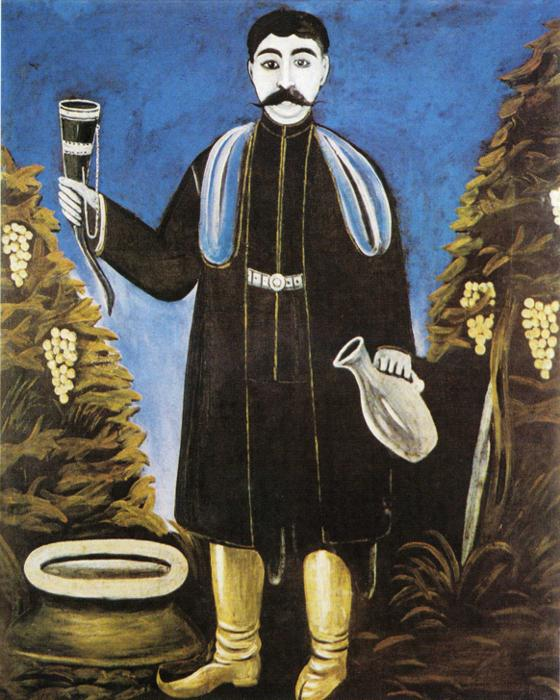
Conde With Kantzi, de Niko Pirosmanashvili, 1909.
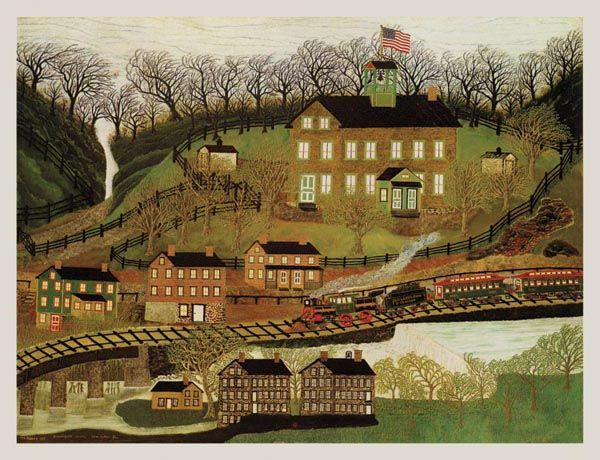
Vale Manchester, de Joseph Pickett, antes de 1918.
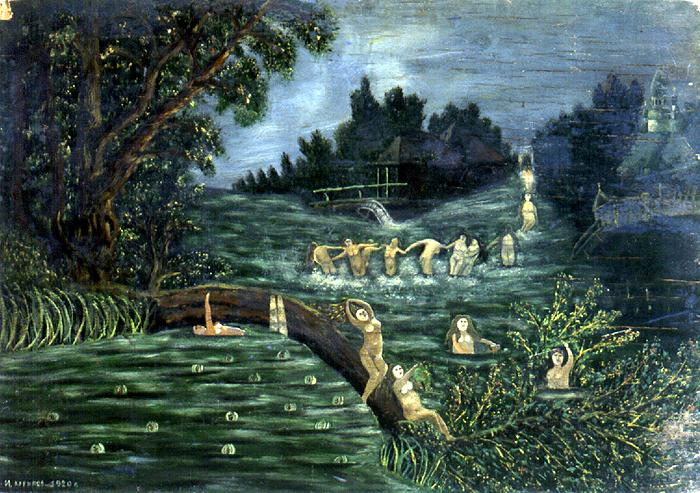
Noite de São João, de I. Kurylev, 1920.
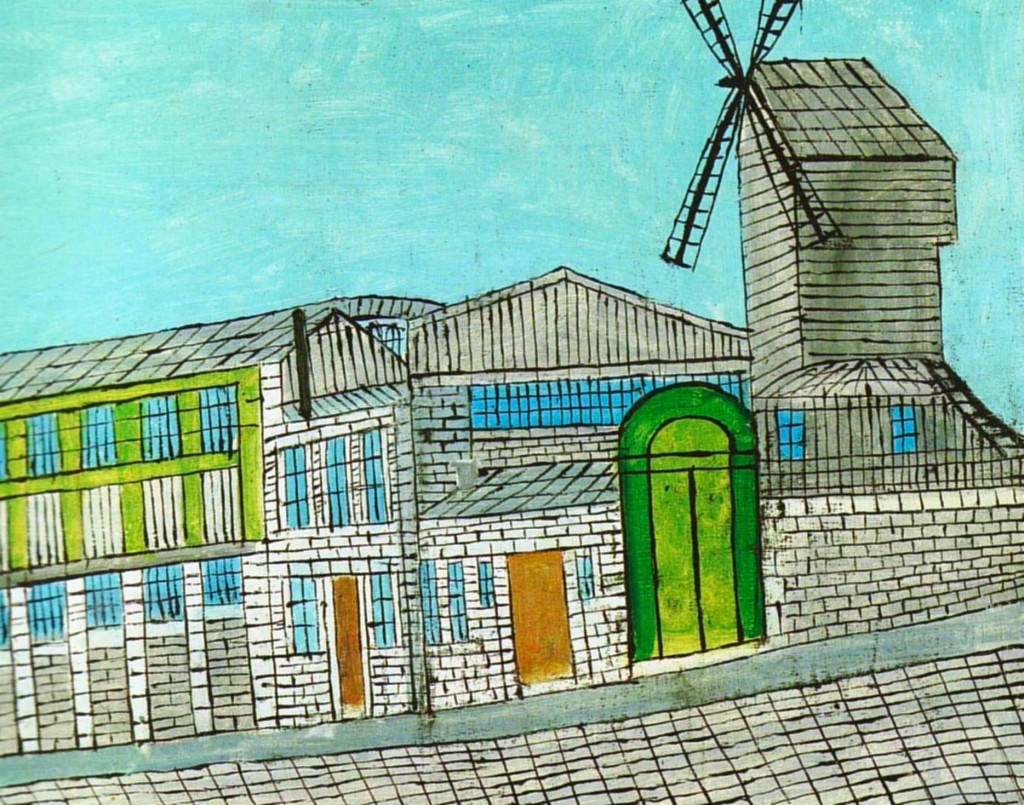
Le Moulin de la Galette, de Louis Vivin, 1929.
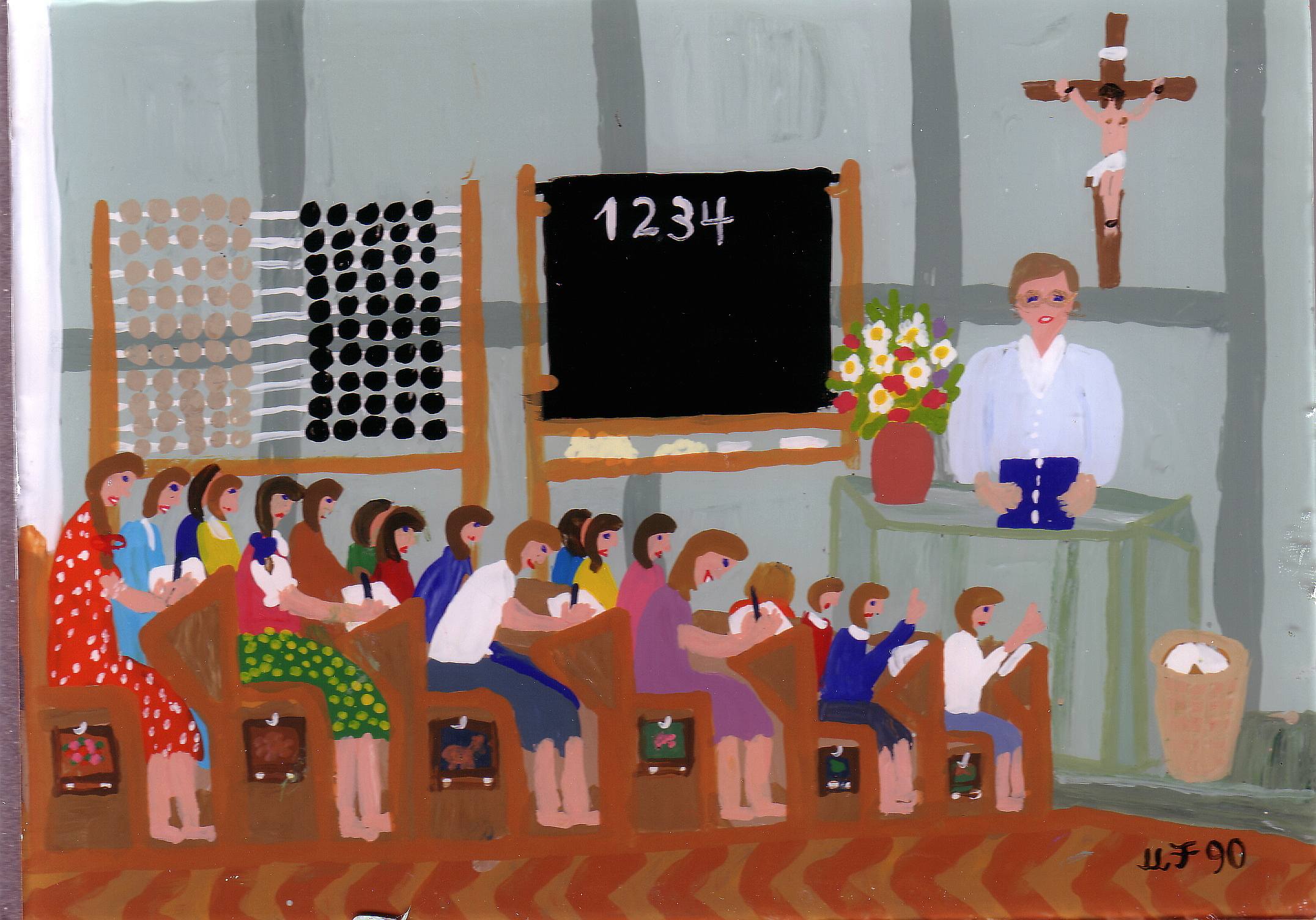
Escola com a professora Speckle, de Maria Felder.
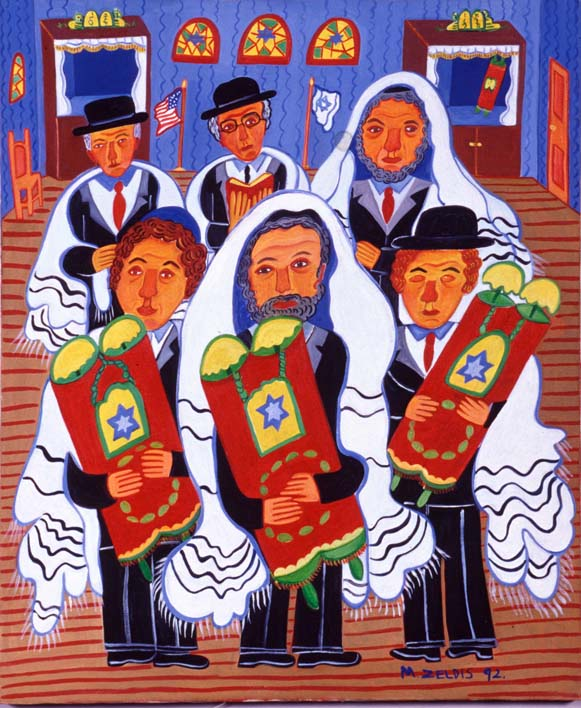
Homens de minha vida, de Malcah Zeldis, 1992.
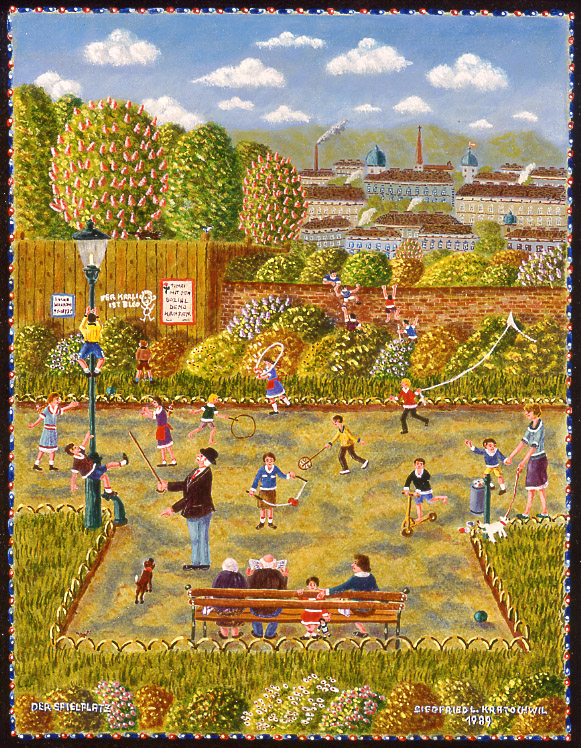
A praça de jogos, de Siegfried L. Kratochwil.
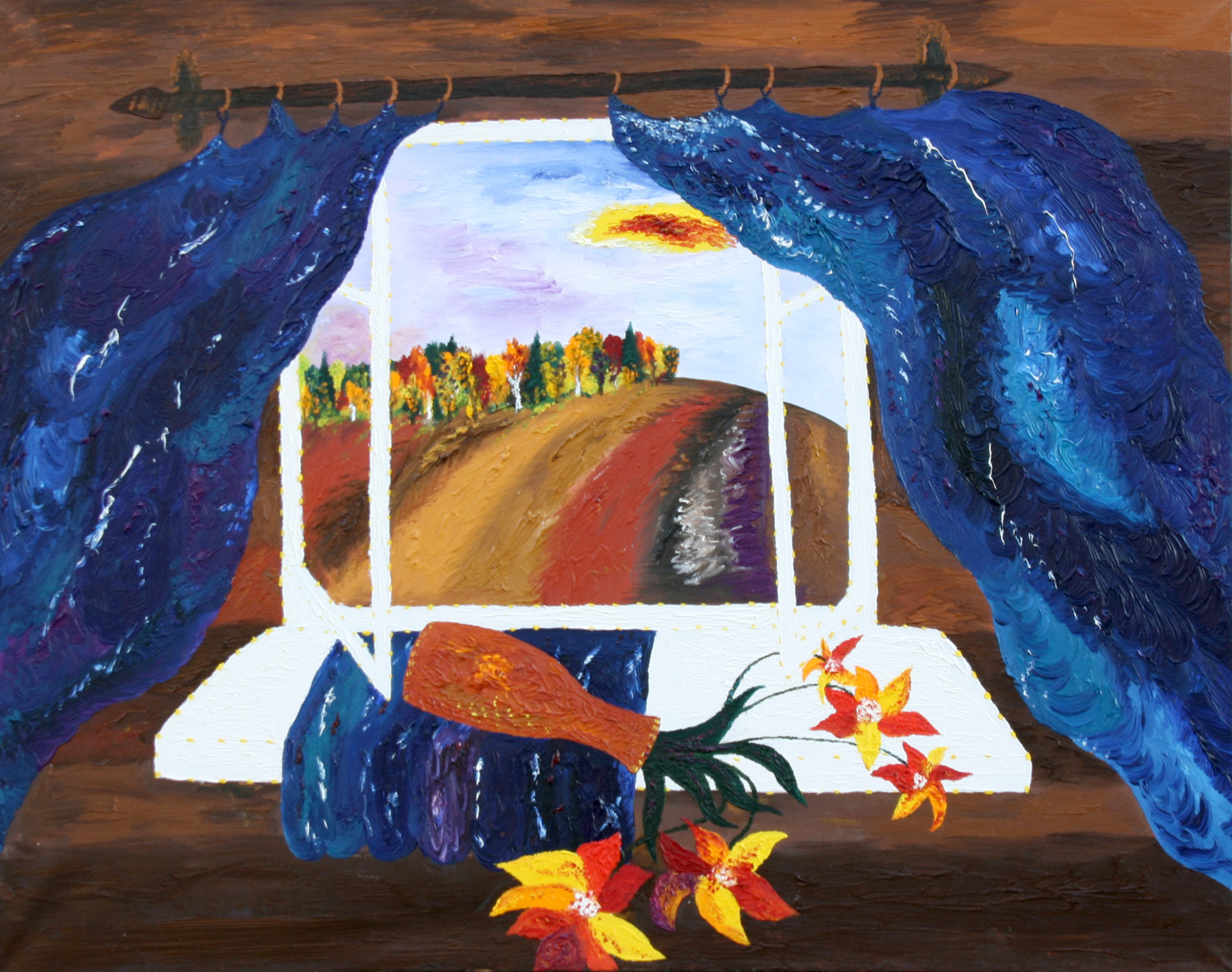
Natureza morta, de Serguey Zagraevsky, 2008.
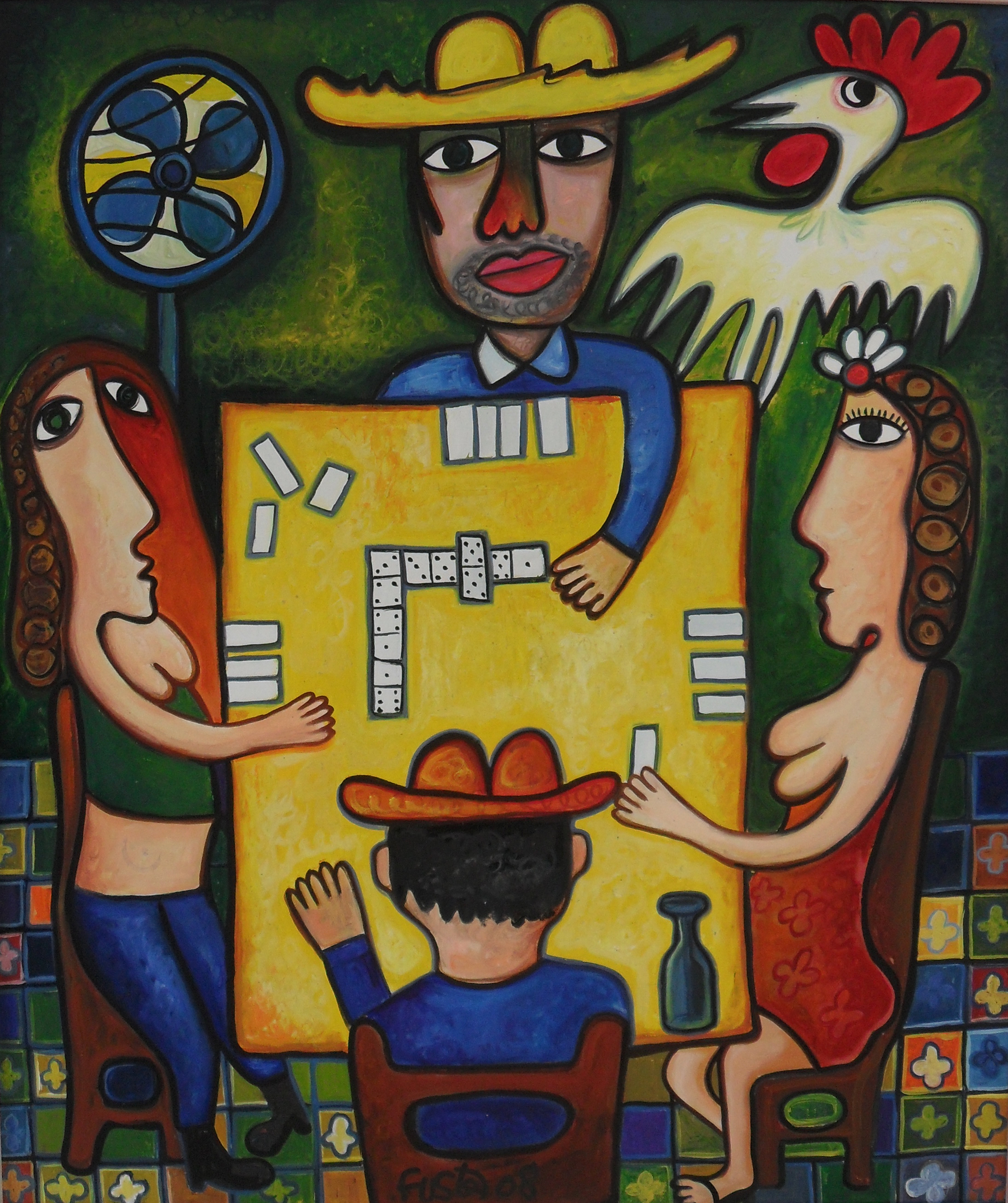
Jogo de dominó, de José Rodríguez Fuster, 2008.
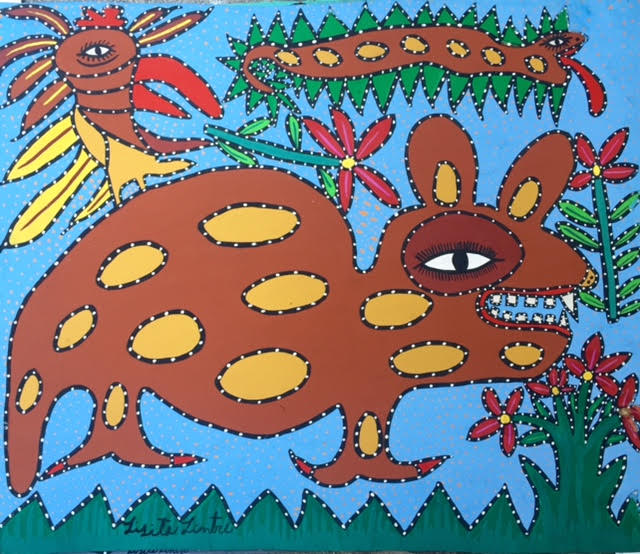
Sem título, de Lisita Lintre, 2015
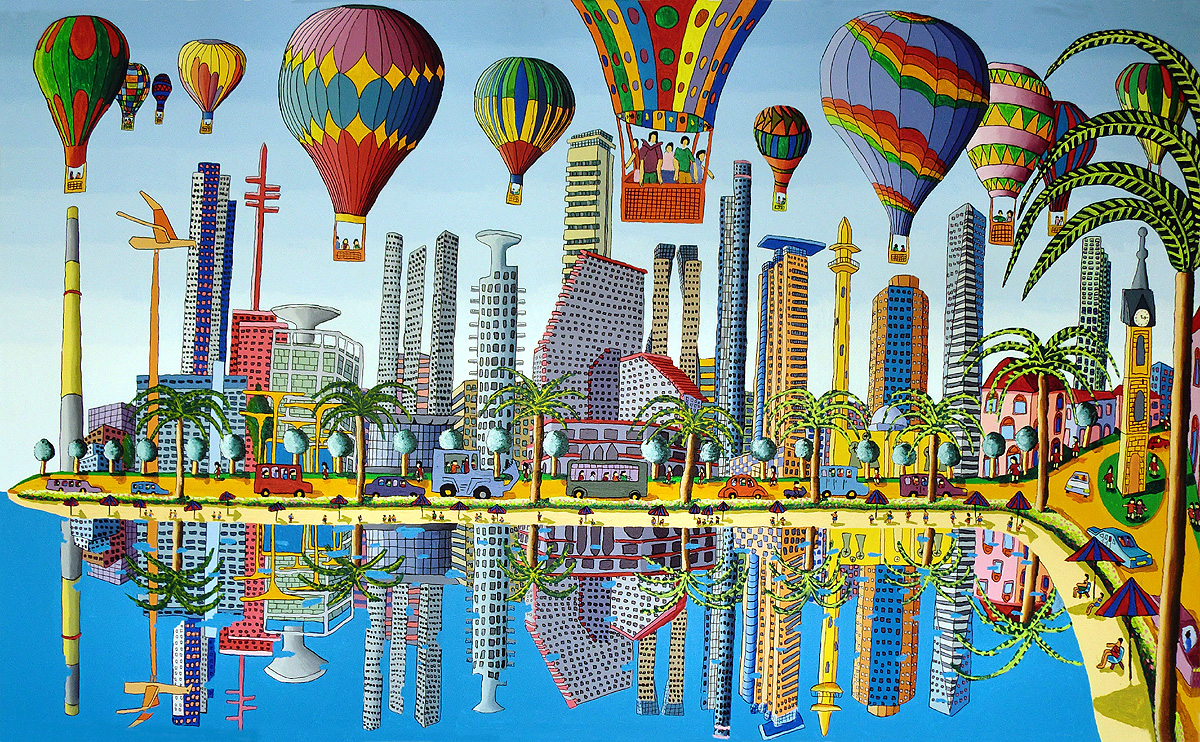
Sem título, de Raphael Perez, 2016.